# 王仲興
王仲兴，赵郡南䜌县（今河北省巨鹿县北）人，南北朝北魏官员，魏宣武帝的宠臣。
王仲兴是王天德之子，凭借父亲的扶持，年轻时便被任命为给事左右。太和年间，历任殿内侍御中散、武骑侍郎、给事中。在宫中出入十几年后，转任冗从仆射，作为魏孝文帝的近臣侍奉左右，担任斋帅。497年（太和二十一年），跟随孝文帝南征，在新野立下功绩，被任命为折冲将军、屯骑校尉。498年（太和二十二年），率领一千多骑兵在邓城击败齐军，转任振威将军、越骑校尉。499年（太和二十三年），孝文帝进驻马圈，卧病在床，王仲兴作为近臣，在孝文帝去世前一直负责警卫工作。进入鲁阳后，宣武帝即位，王仲兴仍任斋帅，后转任左中郎将。501年（景明二年），宣武帝开始亲政，王仲兴与赵脩一同受到重用，被授予光禄大夫之职，加授武卫将军称号。咸阳王元禧的叛乱计划败露后，王仲兴奉宣武帝之命进入金墉城，平定了士兵的骚动。后来，他与领军于劲一同参与国家政务的机密事务，因功被封为上党郡开国公。在王仲兴受封武卫将军称号和开国公之时，宣武帝亲临其府邸，举办了庆祝宴会。每当宣武帝外出巡游，王仲兴必定侍从左右，不离其侧。王仲兴本是赵郡寒门出身，却自称祖上源自京兆郡霸城县，兼任雍州大中正。当时，他的兄长王可久在他的扶持下，担任徐州征虏府长史，兼任彭城郡太守。王可久依仗王仲兴的宠信，侮辱徐州司马、梁郡太守李长寿，引发争执。经彭城僧人的调解，两人一度和解，但不久后争端再起。王可久指使僮仆殴打并威胁李长寿，此事从徐州上报至洛阳朝廷。北海王元详在朝会百官面前弹劾了王仲兴，王仲兴因此被剥夺封邑，调任平北将军、并州刺史，不久后便去世了，死后被追赠安东将军、青州刺史。